# بيل سبونر (سياسي)
بيل سبونر هو اقتصادي وسياسي أسترالي، ولد في 23 ديسمبر 1897 في سري هيلز ‏ في أستراليا، وتوفي في 14 يوليو 1966 في Manly, New South Wales ‏ في أستراليا بسبب سرطان. نشط حزبياً في الحزب الليبرالي الأسترالي. وقد انتخب عضو المجلس الخاص بالمملكة المتحدة ‏ وانتخب وزير الخدمات الاجتماعية ‏ (19 ديسمبر 1949 – 11 مايو 1951) وانتخب عضو مجلس الشيوخ الأسترالي ‏ عن دائرة نيوساوث ويلز ‏ (22 فبراير 1950 – 14 يوليو 1965).